# Colin Edwards
Colin Edwards Jr. (Houston, 27 de Fevereiro de 1974) é um motociclista dos EUA.
Colin foi campeão mundial de Superbike em 2000 e 2002 pela Honda. Estreou na MotoGP em 2003 pela Aprilia.
Em 23 de Outubro de 2011 Colin juntamente com Valentino Rossi esteve envolvido no acidente que vitimou Marco Simoncelli.